# جيوفري ادجيت
جيوفري ادجيت (بالفرنسية: Geoffrey Adjet)‏ (15 أبريل 1988 بتولوز في فرنسا - ) هو لاعب كرة قدم فرنسي في مركز الدفاع. لعب مع نادي تور ونادي تولوز ونادي نانسي وSO Romorantin ‏ وToulouse Fontaines Club ‏ وBlagnac FC ‏.

## روابط خارجية
- جيوفري ادجيت على موقع قاعدة بيانات كرة القدم.إي يو (الإنجليزية)
- جيوفري ادجيت على موقع Soccerway.com (الإنجليزية)